# ヌカイトナデシコ
ヌカイトナデシコ（学名： Gypsophila muralis）は、ナデシコ科・カスミソウ属の一年草の一種。ヌカイトカスミソウ、ワイセイカスミソウという和名もある。

## 分布
ヨーロッパを原産地とする。
日本では1997年の神奈川県横浜市での記録が初めてで、その後も北海道や本州の一部地域で報告されている。

## 特徴
草丈は5-20cm。葉は対生で、托葉が膜質で左右で合着する。桃色の花には、雄しべが10本、花柱が2つある。
庭や公園、道端に生育する。